# Anele Ngcongca
Calvin Anele Ngcongca (Fokváros, 1987. október 21. – 2020. november 23.) válogatott dél-afrikai labdarúgó.

## Pályafutása

### Klubcsapatban
Az FC Fortune ifiakadémiáján kezdte a labdarúgást, és itt is kapott profi szerződést 2003-ban. 2003. október 24-én próbajátékra hívta a belga Anderlecht, de szerződést nem kapott. 2007-ben Belgiumba, a Genkhez igazolt, ahol 2015-ig játszott. 2015–16-ban kölcsönben a francia Troyes csapatában szerepelt. 2016-ban haza szerződött és a Mamelodi Sundowns játékosa lett. 2020-ban az AmaZulu csapatában kölcsönjátékos volt.
2020. november 23-án közlekedési balesetben vesztette életét.

### A válogatottban
2009 és 2016 között 53 alkalommal szerepelt a dél-afrikai válogatottban. Részt vett a 2010-es világbajnokságon.